# 3,4-di-hidroxifenilacetaldeído
3,4-Diidroxifenilacetaldeído, ou 3,4-di-hidroxifenilacetaldeído, (DOPAL), é um fenilacetaldeído no qual as posições 3 e 4 do grupo fenil são substituídas por grupos hidroxi, um membro de catecóis, um aldeído contendo CH2 alfa. Tem um papel como metabólito humano, de Escherichia coli e de camundongos, sendo um metabólito do neurotransmissor dopamina.

## Metabolismo e importância em pesquisa médica
Sua reatividade com proteínas apresenta evidências de ser dependente tanto do aldeído como do catecol. Todo o metabolismo enzimático da dopamina nos neurônios passa pelo DOPAL. De acordo com a "hipótese do catecolaldeído", o DOPAL desempenha um papel na patogênese da doença de Parkinson.  DOPAL tem sido quimicamente sintetizado. DOPAL é desintoxicado principalmente pela aldeído desidrogenase.
A oxidação enzimática da dopamina por ação das enzimas monoamina oxidase MAO-A ou MAO-B, além da formação do aldeído correspondente, DOPAL (3,4-di-hidroxifenilacetaldeído), resulta em geração de peróxido de hidrogênio que, em presença de ferro (Fe+2,), pode gerar radicais hidroxilas altamente reativos e citotóxicos via reação de Fenton. DOPAL é um aldeído altamente reativo, capaz de reagir com proteínas via formação de base de Schiff, apresentando toxicidade in vivo e in vitro de 100 a 1000 vezes maior que a observada para dopamina.
3, 4-Di-hidroxifenilacetaldeído (DOPAL) é um metabólito da desaminação oxidativa da dopamina catalisada pela monoamina oxidase. Os aldeídos são moléculas altamente reativas formadas durante a biotransformação de numerosos compostos endógenos e exógenos (como os medicamentos), incluindo aminas biogênicas. DOPAL gera um radical livre e ativa a transição da permeabilidade mitocondrial, um mecanismo implicado na morte de neurônios. Há um crescente número de evidências sugerindo que esses compostos são neurotóxicos e recentemente foi levantada a hipótese de que distúrbios neurodegenerativos podem estar associados a níveis aumentados desse aldeído biogênico. É possível especular que a desintoxicação reduzida de 3, 4-diidroximandelaldeído da função de aldeído desidrogenase prejudicada ou deficiente possa ser um fator contribuinte na neurotoxicidade sugerida desses compostos. As aldeído desidrogenases são um grupo de enzimas dependentes de NAD(P)+ que catalisa a oxidação de aldeídos, como os derivados das catecolaminas, aos seus correspondentes ácidos carboxílicos. Até o momento, 19 genes de aldeído desidrogenase foram identificados no genoma humano. Mutações nesses genes e subsequentes erros inatos no metabolismo do aldeído são a base molecular de várias doenças. Vários agentes farmacêuticos e toxinas ambientais (i. e. 4-hidroxi-2-nonenal) também são conhecidos por interromper ou inibir a função aldeído desidrogenase.